# عبد الكريم الخيواني
عبد الكريم محمد الخيواني (1965 - 18 مارس 2015)، كاتب وناشط حقوقي وصحافي وسياسي يمني ولد في عام 1965م في مدينة تعز، عضو مؤتمر الحوار الوطني عن مكون أنصار الله (الحوثيين) سفير النوايا الحسنة للمجلس الدولي لحقوق الإنسان في اليمن. 
ونذكر لكم اصل قبيلة ال خيواني من هنا وهو

## تعليمه
تلقى تعليمة الاعدادي والثانوي في محافظة تعز ثم اكمل دراسته الجامعية في العاصمة صنعاء في مجال الاقتصاد والعلوم السياسية، جامعة صنعاء.

## الوظائف
عمل رئيسا للدائرة السياسية في حزب الحق ورئيسا لتحرير صحيفة الأمة الصادرة عن الحزب.
رئيس تحرير صحيفة «الشورى» الأسبوعية وموقع «الشورى نت» الإلكتروني الأخباري.
اشتهر بكتاباته الصحافية الجريئة في نقد النظام الحاكم في اليمن وسياساته.
في مايو 2014م منحته منظمة بعثة السلام والعلاقات الدبلوماسية للمجلس الدولي لحقوق الإنسان والتحكيم والدراسات السياسية و الاستراتيجية تعييناً فخرياً بصفته سفير للنوايا الحسنة والعلاقات الدبلوماسية، تقديراً لجهوده وإسهاماتها في المجالات الإنسانية وهو أول يمني يمنح هذا المنصب.

## الجوائز
- وهو في السجن منحته منظمة العفو الدولية الجائزة الخاصة بالصحفيين المعرضين للخطر عام 2008م وهي الجائزة الخاصة بصحافة حقوق الإنسان المعرضة للخطر.[2]

## اعتقاله
عقب توليه رئاسة تحرير صحيفة «الشورى» مطلع 2004م نشر ملفات شديدة الحساسية بالنسبة للحكومة اليمنية، أسهمت في رفع سقف الحرية للصحافة الناقدة، وأشهر تلك الملفات ملف توريث الحكم والمناصب الوظيفية في الدولة، والفساد في القطاع النفطي، وجمع المسئوليين الحكوميين بين مناصبهم وبين ممارسة التجارة، إضافة إلى تغطيته لأحداث الحرب في صعدة التي اندلعت منتصف مارس 2004م، وهي تغطية انتقدت الحرب وكشفت الكثير من حقائقها.
بسب كل ذلك تعرض للقمع وأنواع من المضايقات من قبل الحكومة، حيث سجن أواخر 2004 واستمر اعتقاله لمدة عام إثر صدور حكم قضائي بحقه على خلفية تهم عديدة بينها إهانة والمساس بذات رئيس الجمهورية انذاك علي عبد الله صالح.
تفاعلت مع قضية اعتقاله المنظمات المحلية والعربية والدولية المعنية بالحقوق والحريات وفي مقدمتها الحريات الصحافية، كما تفاعلت معها دوائر سياسية دولية حكومية وغير حكومية، وأدرجت قضيته في عديد تقارير دولية بينها تقرير وزارة الخارجية الأمريكية السنوي عن الحريات، وتقارير لمنظمة العفو الدولية وغيرها.
بعد كل تلك الضغوطات أطلق سراحه أواخر 2005م بموجب عفو رئاسي. أثناء سجنه أوقفت صحيفة الشورى عن الصدور بموجب نفس الحكم الذي قضى بسجنه، وبعد إطلاق سراحه استأنف إصدار الصحيفة لكنها ما لبثت أن تعرضت للمصادرة حيث احتل مقرها على أيدي عصابة مسلحة مدعومة من قوى أمنية، وسمحت وزارة الإعلام للعصابة بإصدار الصحيفة وتبنت طباعتها ونشرها مؤسسة الثورة الحكومية، ولا زال استنساخ الصحيفة وإصدارها بهذه الطريقة مستمرا حتى الآن. أطلق موقع «الشورى نت» الإلكتروني بعد مصادرة الصحيفة، لكن الموقع ما لبث أن تعرض للمضايقات التي* انتهت بحجبه عن المتصفحين في اليمن من قبل وزارة الاتصالات.
منع من السفر إلى خارج البلاد، وتعرض لتهديدات عديدة بالتصفية الجسدية. من أبرز مقالاته التي أثارت حساسية السلطات ضده: «عيد الجلوس» و«علي كاتيوشا»، ومقالات أخرى.

## وفاته
تم اغتياله أمام منزله في صنعاء من قبل مجهولين كانوا يستقلون دراجة نارية في يوم الأربعاء 18 مارس 2015 م.